# 奧恩施泰因

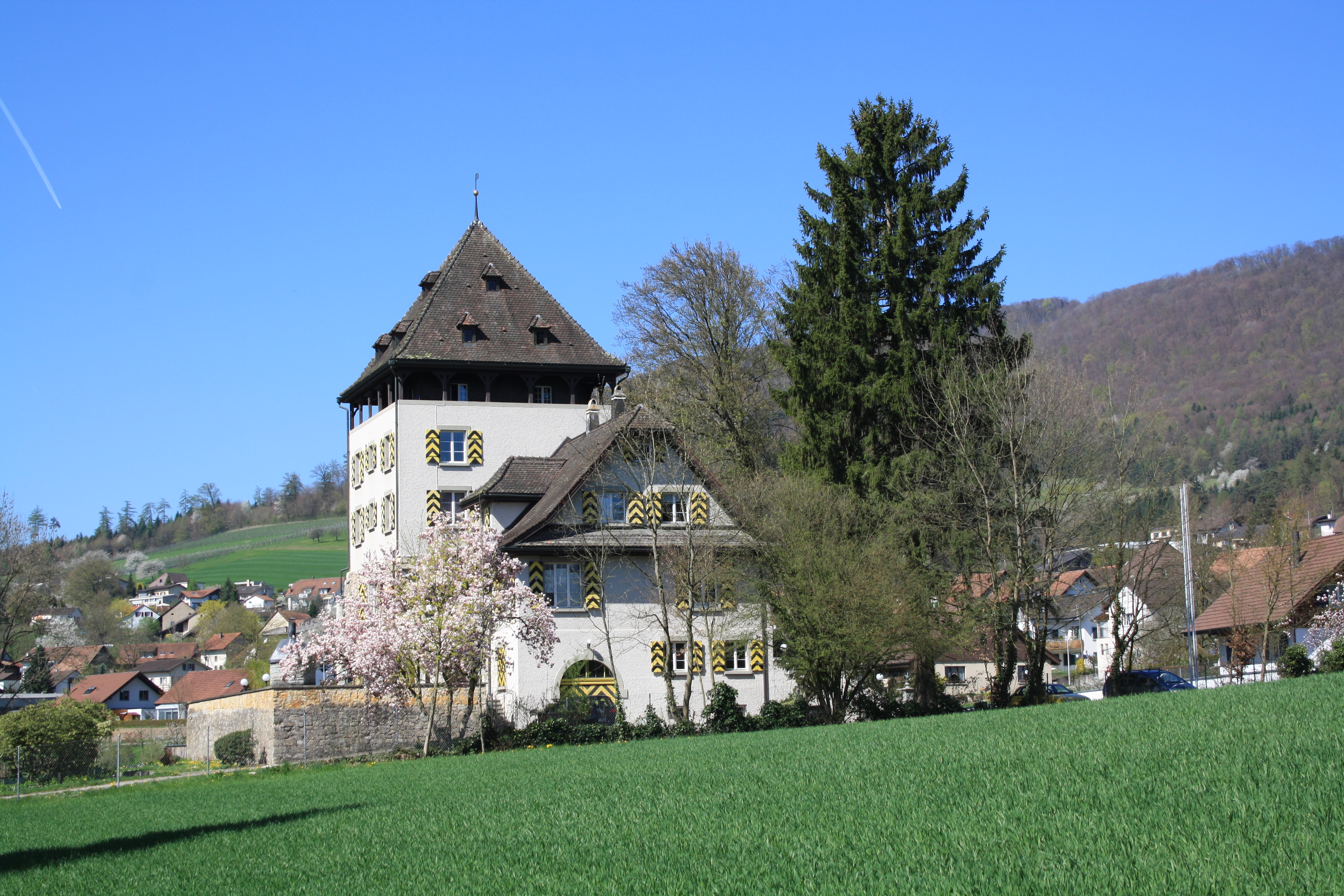

奧恩施泰因（德语：Auenstein）是瑞士的城鎮，位於該國北部，由阿爾高州負責管轄，面積5.68平方公里，海拔高度376米，2012年人口1,528，六成半人口信奉基督教，人口密度每平方公里269人。

## 外部連結
- Official Website of Auenstein （页面存档备份，存于）